# Costitx
Costitx este un municipiu în insola Mallorca, Insulele Baleare, Spania.
Observatorul Astronomic din Mallorca⁠(en)[traduceți] se află în sudul localității.